# Carrer complet

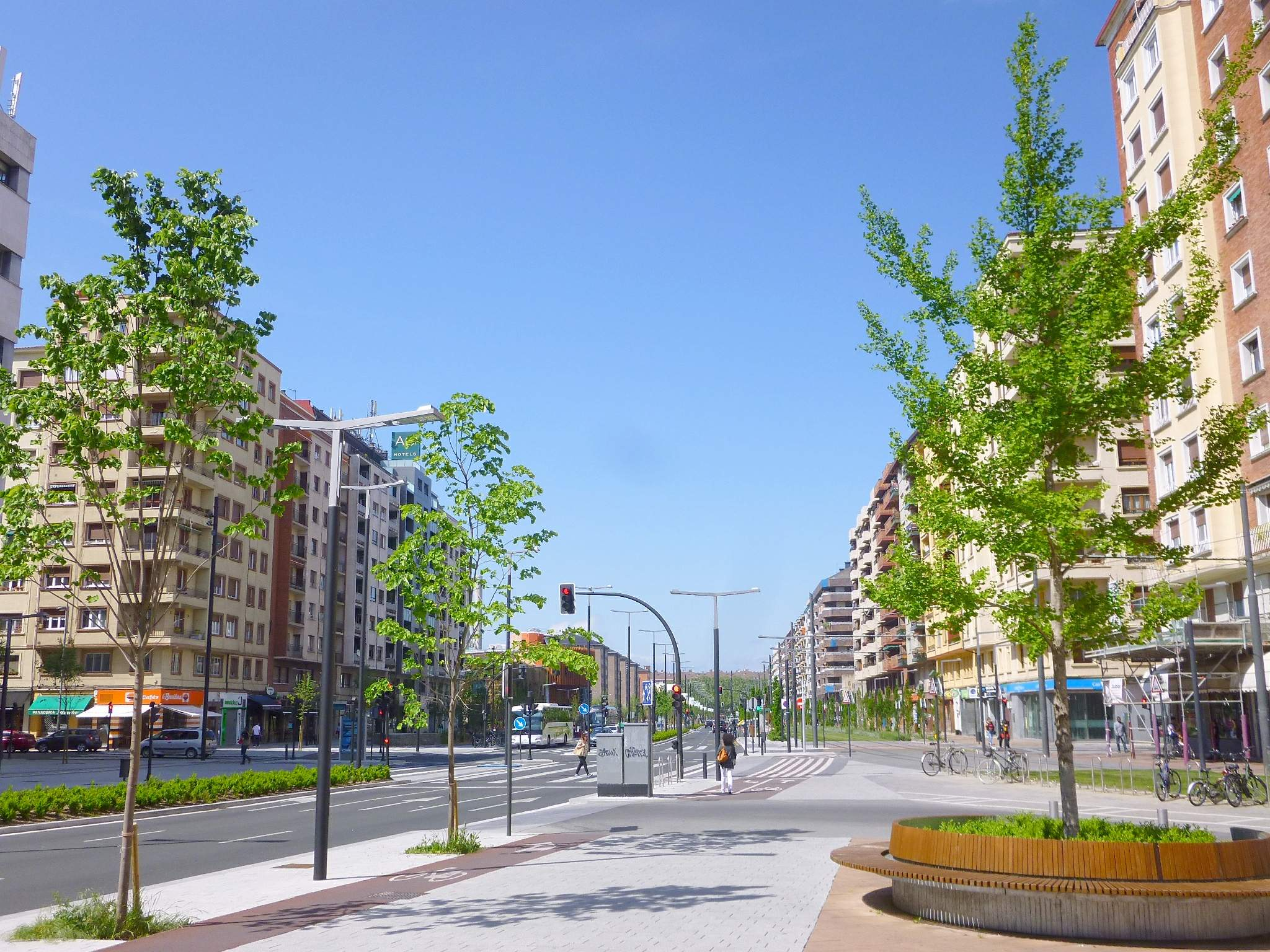
L'avinguda Gasteiz a Vitòria és un exemple de carrer complet, que inclou voreres arbrades, mobiliari amable, fonts públiques d'aigua potable, carril bici, tramvia i calçada.

En urbanisme i mobilitat, el concepte de carrer complet es refereix al disseny d'una via urbana que permet desplaçaments accessibles, segurs, còmodes i directes per a tots els possibles usuaris, independentment de la seva capacitat, edat o mitjà de transport.
El concepte s'utilitza per a les grans avingudes i carrers, les quals haurien d'incloure, a més de la calçada, voreres per a vianants amb arbres, bancs i passos de zebra cada certa distància, ciclovies segures i interconnectades per a ciclistes i carrils bus o línies de tramvia exclusius perquè el transport públic sigui eficient en evitar els embussos del transport privat.
El concepte de carrer complet és complementari al de carrer residencial i carrer de vianants per a carrers més estrets, on la prioritat és del vianant i no existeix una diferenciació d'àrees per a cada usuari.